# Traugott Buhre

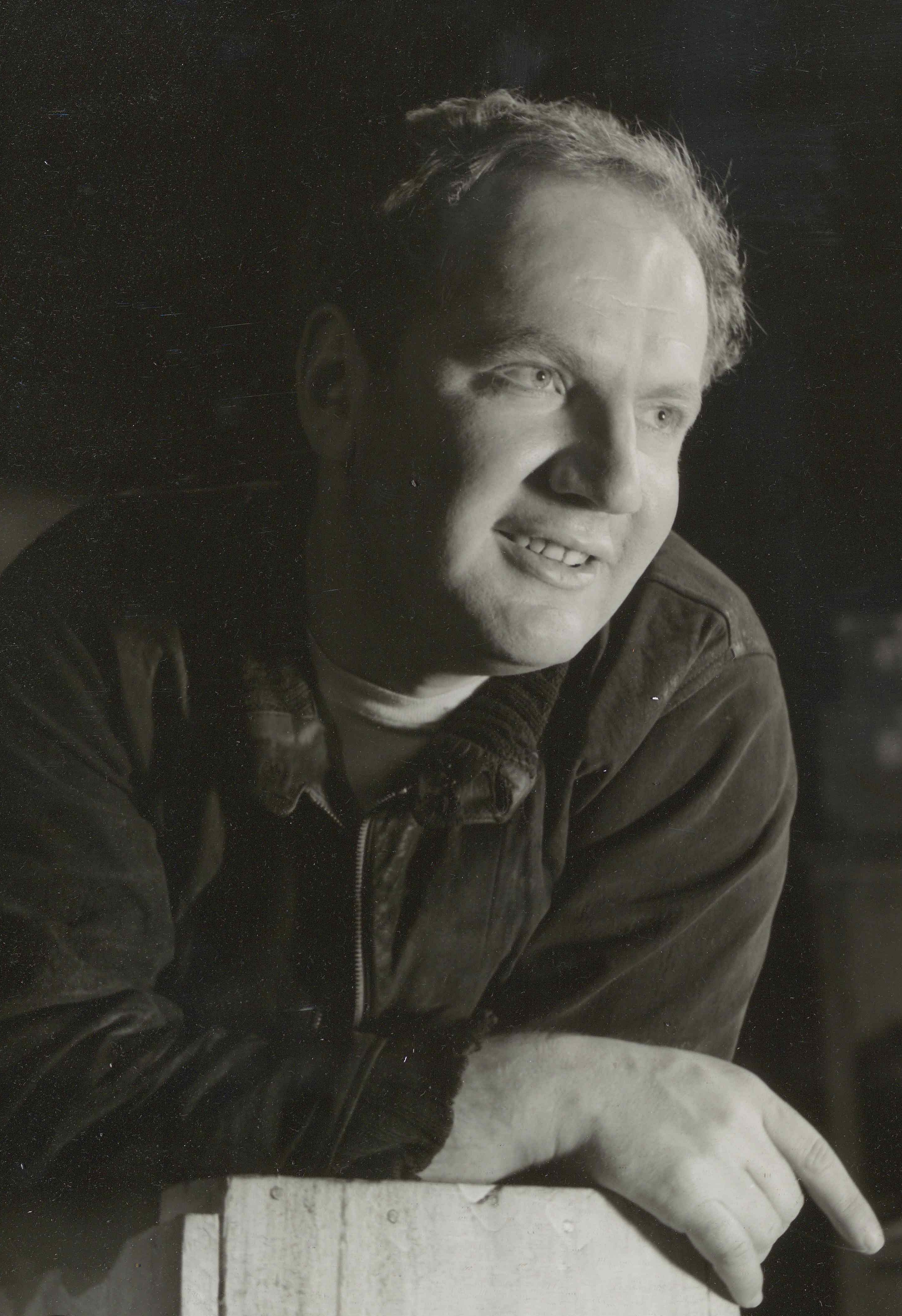
Traugott Buhre in Der Hausmeister am Badischen Staatstheater Karlsruhe (1960/61)

Traugott Buhre (* 21. Juni 1929 in Insterburg, Ostpreußen; † 26. Juli 2009 in Dortmund) war ein deutscher Schauspieler. Buhre galt als einer der großen Charakterdarsteller des deutschsprachigen Theaters.

## Leben und Werk

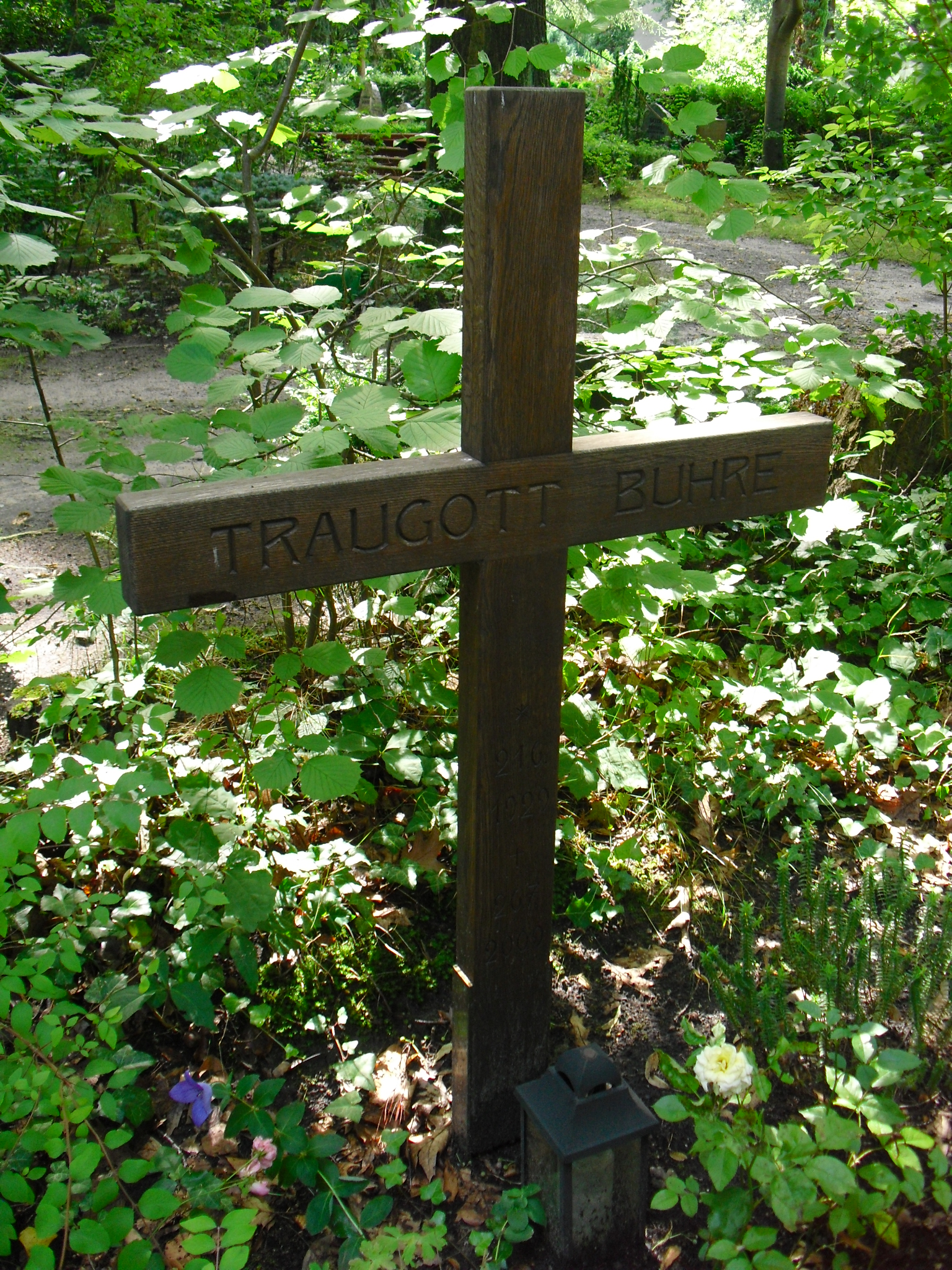
Grabkreuz für Traugott Buhre auf dem Friedhof Lichterfelde

Traugott Buhre war der Sohn eines Pastors. Seine Eltern ließen sich scheiden, als er noch ein Kind war. Nach dem Zweiten Weltkrieg floh er mit seiner Mutter nach Niedersachsen in die Lüneburger Heide. Dort arbeitete er als Knecht auf einem Bauernhof. Für die Aufnahmeprüfung zur Schauspielerausbildung lernte er seine Texte auf dem Traktor, während er das Feld bestellte. Er wurde dann unter 120 Bewerbern  an der Hochschule für Musik und Theater Hannover angenommen.
Seine Theaterlaufbahn begann Buhre am Fränkischen Theater, das damals noch in Wetzhausen angesiedelt war. Er war Ensemblemitglied am Badischen Staatstheater Karlsruhe, am Staatstheater Stuttgart, am Schauspielhaus Bochum, am Thalia Theater und am Deutschen Schauspielhaus in Hamburg, an der Schaubühne am Lehniner Platz in Berlin, am Wiener Burgtheater und am Berliner Ensemble.
Seine großen Theatererfolge feierte er vor allem mit den Regisseuren Claus Peymann und Andrea Breth. In besonderer Erinnerung bleibt die Uraufführung von Thomas Bernhards Stück Der Theatermacher in Peymanns Regie bei den Salzburger Festspielen, bei der Buhre in der Paraderolle des „zürnenden, grollenden, liebenden, stundenlang dahinschimpfenden, durch und durch größenwahnsinnigen Bühnenenthusiasten“ Bruscon brillierte. Die Inszenierung wurde danach an das Schauspielhaus Bochum übernommen und später  auch ans Burgtheater. Die 151. und letzte  Vorstellung fand im Januar 2005 am Berliner Ensemble statt.
In Bochum spielte Buhre den Newton in Friedrich Dürrenmatts Die Physiker. Unter Breths Regie verkörperte er die Hauptrolle in Maxim Gorkis Die Letzten. Mit diesem Stück war er auch zum Berliner Theatertreffen eingeladen. Am Zürcher Schauspielhaus spielte er 2009 den Admiral im Stück Immanuel Kant von Thomas Bernhard in der Inszenierung von Matthias Hartmann.
Dem Fernsehpublikum ist er unter anderem durch Gastauftritte in der Krimiserie Derrick und der Reihe Tatort bekannt. Im Tatort-Fall Drei Schlingen spielte er 1977 Hans-Jörg Felmys Gegenspieler, den Geldtransportfahrer und Hamburger Ex-Polizisten Schiesser. Für die Hauptrolle in Gütt – ein Journalist wurde er bei den Baden-Badener Tagen des Fernsehspiels 1992 mit einem Sonderpreis der Deutschen Akademie der Darstellenden Künste ausgezeichnet. In seiner letzten Filmrolle verkörperte er neben Heino Ferch und Nadja Uhl 2009 den Editor und Mythenkenner Grünwald im Fernsehthriller Die Toten vom Schwarzwald.
Traugott Buhre galt als ein ausgesprochen familiärer Mensch und war Vater von sieben Kindern. 1971 kam bei dem Versuch seiner ersten Ehefrau, sich und die drei gemeinsamen Kinder zu töten, eine seiner Töchter ums Leben. Ab 1971 war Buhre in zweiter Ehe mit der Schauspielerin Brigitte Buhre (geborene Graf) verheiratet.
Buhre starb am 26. Juli 2009 im Alter von 80 Jahren in Dortmund. Er wurde auf dem Friedhof Lichterfelde in Berlin-Steglitz beigesetzt.

## Filmografie (Auswahl)
- 1969: Die Dubrow-Krise
- 1969: Rebellion der Verlorenen (Fernsehdreiteiler)
- 1970: Wie ein Träne im Ozean (Fernsehdreiteiler)
- 1970: Ende der Vorstellung 24 Uhr
- 1972: Tatort: Kressin und der Mann mit dem gelben Koffer (Fernsehreihe)
- 1975: Der Kommissar (Fernsehserie, Folge Das goldene Pflaster)
- 1975–1995: Derrick (Fernsehserie, verschiedene Rollen, 7 Folgen)
- 1977: Tatort: Drei Schlingen
- 1979: Ein Kapitel für sich (Fernsehdreiteiler)
- 1983: Is was, Kanzler? (Kino)
- 1982, 1987: Die Krimistunde (Fernsehserie, verschiedene Rollen, 2 Folgen)
- 1986: Mit meinen heißen Tränen (Fernsehdreiteiler)
- 1988: Polizeiinspektion 1 (Fernsehserie, Folge Einmal im Leben)
- 1990: Winckelmanns Reisen
- 1993: Die Denunziantin
- 1994: Ein starkes Team: Gemischtes Doppel (Fernsehreihe)
- 1994: Ihre Exzellenz, die Botschafterin (Fernsehserie, Pilotfilm)
- 1994: Rosamunde Pilcher: Wilfer Thymian (Fernsehreihe)
- 1995: Die Versuchung – Der Priester und das Mädchen
- 1995: Ein starkes Team: Erbarmungslos
- 1996: Ein starkes Team: Eins zu eins
- 1996: Der Trip – Die nackte Gitarre 0,5 (Kino)
- 1996: Peanuts – Die Bank zahlt alles (Kino)
- 1997: Dumm gelaufen (Kino)
- 1998: Rosa Roth – Jerusalem oder die Reise in den Tod (Fernsehreihe)
- 1998: Tatort: Bildersturm
- 1999: Tatort: Bienzle und der Zuckerbäcker
- 1999: Nichts als die Wahrheit (Kino)
- 2000: Anatomie (Kino)
- 2001: Ritas Welt (Fernsehserie, 2 Folgen)
- 2001: Blumen für Polt
- 2002: Sophiiiie! (Kino)
- 2002: Vaya con Dios – Und führe uns in Versuchung (Kino)
- 2004: Schöne Witwen küssen besser
- 2007: Tatort: Sterben für die Erben
- 2008: Tatort: Krumme Hunde
- 2010: Die Toten vom Schwarzwald

## Hörbücher (Auswahl)
- Levins Mühle – 34 Sätze über meinen Großvater von Johannes Bobrowski, Lesung, Regie: Rainer Schwarz, 400 Min., mp3-CD, MDR 2005/ Der Audio Verlag 2015, ISBN 978-3-86231-565-9.

## Hörspiele
- 2001: Józef Ignacy Kraszewski: Gräfin Cosel (Graf von Flemming) – Regie: Walter Niklaus (Hörspiel, 5 Teile – MDR)
- 2005: Marcus Braun: Delhi – Regie: Oliver Sturm (Hörspiel – SWR)
- 2006: Rudyard Kipling: Das Dschungelbuch – Regie: Frank-Erich Hübner (Hörspiel – WDR)
- 2009: Johan Theorin: Öland – Regie: Götz Naleppa (Hörspiel – DKultur)
- 2009: Thomas Mann: Der Zauberberg – Regie: Ulrich Lampen – Verlag: Der Hörverlag